# Fernando Goñi Merino
Fernando Goñi Merino (Gijón, 2 de abril de 1966) es un político español. Actualmente, forma parte del Consejo de Comunidades Asturianas por designación de la Junta General del Principado de Asturias.

## Biografía
Estudió en el colegio de la Inmaculada con la promoción del 1984, aunque terminó con la del 1985 tras verse obligado a repetir el 8.º curso de EGB. Tras suspender la prueba de acceso a la Universidad (selectividad) en septiembre de 1985 la repite consiguiendo aprobarla en junio de 1986, y realiza estudios de Derecho en la Universidad de Oviedo, pero no termina la licenciatura.
Se afilió al Partido Popular en noviembre de 1984, pasando a ocupar diversos cargos en Nuevas Generaciones del Partido Popular, para posteriormente incorporarse como vocal a la Junta Directiva local del PP de Gijón, en 1986, y al Comité Ejecutivo y Junta Directiva Regional del Partido Popular de Asturias.
Fue diputado en la Junta General del Principado de Asturias desde el 13 de julio de 1993 sustituyendo a  Antonio Landeta Álvarez-Valdés hasta el 24 de octubre de 2015, cuando pasa al senado como senador por designación autonómica por decisión de la Junta General del Principado de Asturias, siendo sustituido por David González Medina. Entre junio de 2011 y abril de 2012, fue presidente del Parlamento regional.